# Langlaufen op de Olympische Winterspelen 2018 - Estafette mannen
De 4x10 kilometer estafette voor mannen tijdens de Olympische Winterspelen 2018 vond plaats op 18 februari 2018 in het Alpensia Cross-Country Centre in Pyeongchang. Regerend olympisch kampioen was Zweden. Zweden eindigde ditmaal op de vijfde plaats.

## Tijdschema
| Datum       | Lokale tijd | MET   |
| ----------- | ----------- | ----- |
| 18 februari | 15:15       | 07:15 |

## Uitslag
| Rang   | Bib | Land                                                                                                | Tijd                                        | Achterstand |
| ------ | --- | --------------------------------------------------------------------------------------------------- | ------------------------------------------- | ----------- |
| Goud   | 1   | Noorwegen Didrik Tønseth Martin Johnsrud Sundby Simen Hegstad Krüger Johannes Høsflot Klæbo         | 1:33:04.9 24:59.1 24:51.8 21:19.7 21:54.3   | –           |
| Zilver | 2   | Olympische atleten uit Rusland Andrej Larkov Aleksandr Bolsjoenov Aleksej Tsjervotkin Denis Spitsov | 1:33:14.3 24:42.1 24:36.7 22:08.0 21:47.5   | +9.4        |
| Brons  | 7   | Frankrijk Jean-Marc Gaillard Maurice Manificat Clément Parisse Adrien Backscheider                  | 1:33:41.8 24:51.7 24:55.1 21:24.2 22:30.8   | +36.9       |
| 4      | 5   | Finland Perttu Hyvärinen Iivo Niskanen Matti Heikkinen Lari Lehtonen                                | 1:34:45.4 25:42.9 24:29.8 21:56.5 22:36.2   | +1:40.5     |
| 5      | 3   | Zweden Jens Burman Daniel Rickardsson Marcus Hellner Calle Halfvarsson                              | 1:35:10.5 25:17.8 25:57.0 21:53.3 22:02.4   | +2:05.6     |
| 6      | 6   | Duitsland Andreas Katz Thomas Bing Lucas Bögl Jonas Dobler                                          | 1:35:13.1 25:55.5 25:17.2 21:56.6 22:03.8   | +2:08.2     |
| 7      | 8   | Italië Maicol Rastelli Francesco De Fabiani Giandomenico Salvadori Federico Pellegrino              | 1:35:40.1 24:50.9 24:52.4 22:39.1 23:17.7   | +2:35.2     |
| 8      | 9   | Kazachstan Aleksej Poltoranin Jevgeni Velitsjko Vitali Poechkalo Denis Volotka                      | 1:36:36.3 24:40.9 25:29.1 23:10.3 23:16.0   | +3:31.4     |
| 9      | 12  | Canada Len Väljas Graeme Killick Russell Kennedy Knute Johnsgaard                                   | 1:36:45.9 25:56.3 25:15.9 22:06.7 23:27.0   | +3:41.0     |
| 10     | 11  | Tsjechië Aleš Razým Martin Jakš Petr Knop Michal Novák                                              | 1:37:23.0 25:55.9 25:22.0 22:33.5 23:31.6   | +4:18.1     |
| 11     | 4   | Zwitserland Jonas Baumann Dario Cologna Toni Livers Roman Furger                                    | 1:38:01.4 26:43.7 24:55.6 23:08.9 1 23:13.2 | +4:56.5     |
| 12     | 13  | Estland Andreas Veerpalu Algo Kärp Karel Tammjärv Raido Ränkel                                      | 1:38:21.7 26:17.7 26:28.8 22:06.5 23:28.7   | +5:16.8     |
| 13     | 14  | Oostenrijk Dominik Baldauf Max Hauke Bernhard Tritscher Luis Stadlober                              | 1:39:12.9 26:09.4 26:22.2 22:40.8 24:00.5   | +6:08.0     |
| 14     | 10  | Verenigde Staten Andrew Newell Reese Hanneman Scott Patterson Noah Hoffman                          | 1:42:29.1 26:09.7 28:17.7 22:58.8 25:02.9   | +9:24.2     |